# Голенкин, Гавриил Кузьмич
Гавриил Кузьмич (Козьмич) Голенкин (? — 1820) — русский военно-морской деятель, вице-адмирал (1799).

## Биография
В 1760 году поступил в Морской кадетский корпус. В 1766 году выпущен во флот мичманом.
В 1763—1769 годах плавал по Финскому заливу и сделал переход из Архангельска в Кронштадт. В 1769 году командовал гальотом «Стрельна».
Во время русско-турецкой войны 1769—74 годов, проходя службу на корабле «Саратов», участвовал в Первой Архипелагской экспедиции. Участвовал в сражении при Наполи-ди-Романья, Чесменской битве, атаке на крепости Метелина и Будрума.
1 января 1772 года произведён в лейтенанты. 21 апреля 1777 года произведён в капитан-лейтенанты. В 1777-1778 годах находился при Кронштадтском порте.
С 1779 года командовал фрегатом «Симеон». В том же году совершил на нём плавание из Архангельска к острову Кильдину и Кронштадту, в 1780 году — в Ливорно, в 1782 году — в Ла-Манш.
1 января 1783 года произведен в капитаны II ранга и переведён на Черноморский флот. В 1785—1789 годах исполнял должность кригс-комиссара Херсонского порта. В 1787 году «за усердие, оказанное при образовании Черноморского флота», пожалован в капитаны I ранга. 14 апреля 1789 года произведен в капитаны бригадирского ранга.
Во время русско-турецкой войны 1787—1792 годов командовал линейным кораблём «Мария Магдалина», за проводку которого из Херсона в Очаков был награждён орденом Св. Владимира III степени.
Принимал участие в Керченском сражении 8 июля 1790 года, во время которого командовал авангардом. Смог не только сдержать неприятеля, но и решительными и активными действиями своей артиллерии привёл в замешательству турецкий флот.
В сражении у мыса Тендра 28-29 августа 1790 года также командовал авангардом в эскадре Ф. Ф. Ушакова. Показал отличную личную храбрость и своими активными действиями способствовал одержанию победы над турками. Кроме того, захватил на «Марии Магдалине» 66-пушечный турецкий корабль «Мелеки-Бахри». За свои действия во время сражения пожалован чином капитана генерал-майорского ранга, орденом Св. Георгия III класса и золотой шпагой.
31 июля 1791 года командовал авангардом в битве у Калиакрии. Стремительно приблизившись к турецкому флоту своими активными действиями обратил его в бегство. Награждён по результатам сражения орденом Св. Владимира II степени. После заключения мирного договора с Османской империей награждён призовыми деньгами по регламенту и землями в Южном крае.
В 1792 году временно исполнял должность командующего Севастопольским портом и флотом. В 1793 году командовал арьергардом флота севастопольского рейда. 2 сентября того же года произведён в контр-адмиралы с назначением членом Черноморского адмиралтейского правления. В 1795 году назначен командующим Херсонским портом.
29 января 1799 года произведён в вице-адмиралы и переведён на Балтийский гребной флот. В 1799 — 1802 годах, в отсутствие адмирала Ханыкова исполнял должность главного командира Кронштадтского порта. В 1803 году переведён в корабельный флот, в дивизию красного флага.
18 мая 1805 года уволен от службы. Умер в 1820 году.

## Семья
Братья Иван и Петр — офицеры.